# Südhausbau
Die Südhausbau ist eine 1936 in München als Tochtergesellschaft der Münchner Bauunternehmung Karl Stöhr gegründete Wohnungsbaugesellschaft. Das Unternehmen ist als Bauträger und Vermietungsgesellschaft aktiv. 
Seit Gründung wurden ca. 20.000 Wohn- und Gewerbeeinheiten gebaut. Rund 5.700 Einheiten werden derzeit im eigenen Bestand gehalten.

## Geschichte
Südhausbau wurde 1936 als Tochtergesellschaft der Münchner Bauunternehmung Karl Stöhr gegründet. Sie war die erste private Wohnungsbaugesellschaft Bayerns und ist bis heute in Familienbesitz. Von 1937 bis 1944 wurden 1700 Mietwohnungen errichtet.
1955 übernahm Paul Ottmann  (1923–2007) die Geschäftsführung.
Südhausbau baute rund 20.000 Wohnungen und Eigenheime mit Wohnraum für ca. 55.000 Menschen in 25 bayerischen Städten.

## Gegenwart
Derzeit entwickelt eine aus acht Partnern bestehende Firmengruppe das Siedlungsprojekt zusammen mit der ARGE Poing weiter.

## Projekte (Auswahl)
- 1965: Siedlung am Hasenbergl
- 1989–1996: Poing: Am Bergfeld, 1.272 Wohnungen und 166 Einfamilienhäuser[3][5]